# Brani musicali al numero uno in Italia (2015)
La presente lista elenca le canzoni che hanno raggiunto la prima posizione nella classifica settimanale italiana Top Singoli, stilata durante il 2015 dalla Federazione Industria Musicale Italiana, in collaborazione con la GfK Retail and Technology Italia.
| settimana                                | Brano                       | Artista/i                     | Totale settimane al numero 1 |
| ---------------------------------------- | --------------------------- | ----------------------------- | ---------------------------- |
| Settimana 1 (29 dicembre 2014-4 gennaio) | Take Me to Church           | Hozier                        | 7                            |
| Settimana 2 (5 gennaio-11 gennaio)       | Take Me to Church           | Hozier                        | 7                            |
| Settimana 3 (12 gennaio-18 gennaio)      | Take Me to Church           | Hozier                        | 7                            |
| Settimana 4 (19 gennaio-25 gennaio)      | Take Me to Church           | Hozier                        | 7                            |
| Settimana 5 (26 gennaio-1º febbraio)     | Take Me to Church           | Hozier                        | 7                            |
| Settimana 6 (2 febbraio-8 febbraio)      | Take Me to Church           | Hozier                        | 7                            |
| Settimana 7 (9 febbraio-15 febbraio)     | Grande amore                | Il Volo                       | 2                            |
| Settimana 8 (16 febbraio-22 febbraio)    | Grande amore                | Il Volo                       | 2                            |
| Settimana 9 (23 febbraio-1º marzo)       | Love Me like You Do         | Ellie Goulding                | 6                            |
| Settimana 10 (2 marzo-8 marzo)           | Love Me like You Do         | Ellie Goulding                | 6                            |
| Settimana 11 (9 marzo-15 marzo)          | Love Me like You Do         | Ellie Goulding                | 6                            |
| Settimana 12 (16 marzo-22 marzo)         | Love Me like You Do         | Ellie Goulding                | 6                            |
| Settimana 13 (23 marzo-29 marzo)         | Love Me like You Do         | Ellie Goulding                | 6                            |
| Settimana 14 (30 marzo-5 aprile)         | Love Me like You Do         | Ellie Goulding                | 6                            |
| Settimana 15 (6 aprile-12 aprile)        | See You Again               | Wiz Khalifa feat Charlie Puth | 6                            |
| Settimana 16 (13 aprile-19 aprile)       | See You Again               | Wiz Khalifa feat Charlie Puth | 6                            |
| Settimana 17 (20 aprile-26 aprile)       | See You Again               | Wiz Khalifa feat Charlie Puth | 6                            |
| Settimana 18 (27 aprile-3 maggio)        | See You Again               | Wiz Khalifa feat Charlie Puth | 6                            |
| Settimana 19 (4 maggio-10 maggio)        | See You Again               | Wiz Khalifa feat Charlie Puth | 6                            |
| Settimana 20 (11 maggio-17 maggio)       | See You Again               | Wiz Khalifa feat Charlie Puth | 6                            |
| Settimana 21 (18 maggio-24 maggio)       | El mismo sol                | Álvaro Soler                  | 4                            |
| Settimana 22 (25 maggio-31 maggio)       | El mismo sol                | Álvaro Soler                  | 4                            |
| Settimana 23 (1º giugno-7 giugno)        | El mismo sol                | Álvaro Soler                  | 4                            |
| Settimana 24 (8 giugno-14 giugno)        | El mismo sol                | Álvaro Soler                  | 4                            |
| Settimana 25 (15 giugno-21 giugno)       | El perdón                   | Nicky Jam & Enrique Iglesias  | 6                            |
| Settimana 26 (22 giugno 28 giugno)       | El perdón                   | Nicky Jam & Enrique Iglesias  | 6                            |
| Settimana 27 (29 giugno-5 luglio)        | El perdón                   | Nicky Jam & Enrique Iglesias  | 6                            |
| Settimana 28 (10 luglio-16 luglio)       | El perdón                   | Nicky Jam & Enrique Iglesias  | 6                            |
| Settimana 29 (17 luglio-23 luglio)       | El perdón                   | Nicky Jam & Enrique Iglesias  | 6                            |
| Settimana 30 (24 luglio-30 luglio)       | El perdón                   | Nicky Jam & Enrique Iglesias  | 6                            |
| Settimana 31 (31 luglio-6 agosto)        | Roma-Bangkok                | Baby K Feat. Giusy Ferreri    | 11                           |
| Settimana 32 (7 agosto -14 agosto)       | Roma-Bangkok                | Baby K Feat. Giusy Ferreri    | 11                           |
| Settimana 33 (14 agosto-20 agosto)       | Roma-Bangkok                | Baby K Feat. Giusy Ferreri    | 11                           |
| Settimana 34 (21 agosto-27 agosto)       | Roma-Bangkok                | Baby K Feat. Giusy Ferreri    | 11                           |
| Settimana 35 (28 agosto-3 settembre)     | Roma-Bangkok                | Baby K Feat. Giusy Ferreri    | 11                           |
| Settimana 36 (4 settembre-10 settembre)  | Roma-Bangkok                | Baby K Feat. Giusy Ferreri    | 11                           |
| Settimana 37 (11 agosto-17 settembre)    | Roma-Bangkok                | Baby K Feat. Giusy Ferreri    | 11                           |
| Settimana 38 (18 settembre-24 settembre) | Roma-Bangkok                | Baby K Feat. Giusy Ferreri    | 11                           |
| Settimana 39 (25 settembre-1º ottobre)   | Roma-Bangkok                | Baby K Feat. Giusy Ferreri    | 11                           |
| Settimana 40 (2 ottobre-8 ottobre)       | Roma-Bangkok                | Baby K Feat. Giusy Ferreri    | 11                           |
| Settimana 41 (9 ottobre-15 ottobre)      | Roma-Bangkok                | Baby K Feat. Giusy Ferreri    | 11                           |
| Settimana 42 (16 ottobre-22 ottobre)     | Ti ho voluto bene veramente | Marco Mengoni                 | 1                            |
| Settimana 43 (23 ottobre-29 ottobre)     | Hello                       | Adele                         | 8                            |
| Settimana 44 (30 ottobre-5 novembre)     | Hello                       | Adele                         | 8                            |
| Settimana 45 (6 novembre-12 novembre)    | Hello                       | Adele                         | 8                            |
| Settimana 46 (13 novembre-19 novembre)   | Hello                       | Adele                         | 8                            |
| Settimana 47 (20 novembre-26 novembre)   | Hello                       | Adele                         | 8                            |
| Settimana 48 (27 novembre-3 dicembre)    | Hello                       | Adele                         | 8                            |
| Settimana 49 (4 dicembre-10 dicembre)    | Runaway                     | Urban Strangers               | 1                            |
| Settimana 50 (11 dicembre-17 dicembre)   | Hello                       | Adele                         | 8                            |
| Settimana 51 (18 dicembre-24 dicembre)   | Hello                       | Adele                         | 8                            |
| Settimana 52 (25 dicembre-31 dicembre)   | Est-ce que tu m'aimes?      | Maître Gims                   | 6                            |

Fonte
- Roma-Bangkok di Baby K in collaborazione con Giusy Ferreri, con 11 settimane consecutive di permanenza alla numero uno, è il singolo che ha passato più tempo in vetta alla classifica nel 2015.

## Classifica fine anno
| Brano               | Artista/i                        | Certificazione |
| ------------------- | -------------------------------- | -------------- |
| Roma-Bangkok        | Baby K feat. Giusy Ferreri       | Diamante       |
| El perdón           | Nicky Jam feat. Enrique Iglesias | 8 Platino      |
| Cheerleader         | Omi                              | 7 Platino      |
| Maria Salvador      | J-Ax feat. Il Cile               | 6 Platino      |
| Lean On             | Major Lazer feat. DJ Snake & MØ  | 7 Platino      |
| El mismo sol        | Álvaro Soler                     | 6 Platino      |
| Take Me to Church   | Hozier                           | 7 Platino      |
| See You Again       | Wiz Khalifa feat. Charlie Puth   | 5 Platino      |
| Firestone           | Kygo feat. Conrad Sewell         | 5 Platino      |
| Love Me like You Do | Ellie Goulding                   | 5 Platino      |